# Ramon Cerveto i Bestratén
Ramon Cerveto i Bestratén (o Vestratén) (Tortosa, Baix Ebre, 15 de març de 1829 - 10 d'octubre de 1906), va ser un escultor català. Es va casar amb Dolors Riba i Cardús, que era tia paterna del també artista tortosí Antoni Riba i Garcia. Va ser pare de 8 fills (Víctor, Cinta, Ramon, Teresa, Antoni, Josep, Dolors i Ricard).
Va ser deixeble dels escultors Josep Dolz i de Manel Porcar, i alhora mestre d'escultors posteriors de renom com Agustí Querol i Subirats, Innocenci Soriano-Montagut o Josep Alcoverro i Amorós, entre d'altres. Va destacar especialment pel conreu de l'escultura de gènere religiós: és l'autor de diferents passos i misteris de la Setmana Santa tortosina anteriors a 1936, com el Davallament de la Creu, la Dolorosa, l'Oració de l'Hort, la Sentència de Pilat, els Assots i el Sant Sopar. Totes aquestes escultures es van destruir l'any 1936 a l'inici de la Guerra Civil espanyola.